# Aryn
In de scheikunde is een aryn een van een aromatische verbinding afgeleid ongeladen reactief intermediair. Het aryn ontstaat door op twee koolstofatomen naast elkaar de substituenten homolytisch te verwijderen. Er blijven dan twee orbitalen over met twee elektronen. Net als bij carbenen en nitrenen, kunnen arynen voorkomen als singlet en als triplet.

## Structurele beschrijving
Het eenvoudigste aryn, C6H4 (nummer 1 in de figuur rechts), wordt vaak aangeduid met de naam benzyn. Deze naam suggereert echter een drievoudige binding, maar dat zou dan wel een speciaal soort zijn, een betere naam is waarschijnlijk: didehydrobenzeen. Benzyn wordt, net als benzeen, gestabiliseerd via resonantie tussen de structuren structures 1 and 2, een betere weergave van de structuur van het deeltje is dus waarschijnlijk 3. De extra pi binding (4b) staat haaks (orthogonaal) op de andere pi-bindingen in de aromatische ring (4a). De extra pi-binding is ook niet gedelocaliseerd. Benzyn kan ook als een diradicaal getekend en beschouwd worden: de pi-binding splitst homolytisch, wat één elektron oplevert op elk van de formeel aan de binding deelnemende koolstofatomen.
Benzyn is een extreem reactief deeltje ten gevolge van de speciale drievoudige binding. In normale verbindingen met een drievoudige band, zoals in de simpelste: ethyn, overlappen de niet gehybridiseerde p-orbitalen rond de as van het molecule. Hierdoor is maximale overlap mogelijk. Een ander gevolg van deelname van slechts één p-orbitaal aan de gehybridiseerde orbitalen is dat deze in een rechte lijn liggen. In benzyn wordt maximale overlap tussen de orbitalen die niet aan het aromatische sextet bijdragen, door de geometrie van de zesring aanzienlijk verminderd: de orbitaaldelen die binnen de ring liggen overlappen goed, de orbtaaldelen buiten de ring totaal niet. Benzyn wordt vaak aangetoond via het reactieproduct dat ontstaat met cyclopentadienen.

## Isomeren
Er zijn drie mogelijke didehydrobenzenen, en allemaal diradicalen: 1,2-didehydrobenzeen, 1,3-didehydrobenzeen en 1,4-didehydrobenzeen. De in silico energie van deze drie verbindingen is respectievelijk 444, 510, and 577 kJ/mol boven die van benzeen. Het 1,4-diradicaal is aangetoond in de Bergman ringsluiting. De conversie tussen de diverse diradicalen is bestudeerd door professor Maitland Jones aan Princeton University.

## Arynchemie
Arynen worden doorgaans gemaakt in een reactie tussen een halogeenaromaat en een sterke base. De meest bekende reactie van arynen is de diels-alderreactie met diënen. Het klassieke voorbeeld hiervan is de synthese van 1,2,3,4-tetrafenylnaftaleen. Tetrabroombenzeen reageert met butyllithium en furaan tot een tetrahydroantraceen Het ontstane mengsel van syn en anti stereoisomeren kan van elkaar gescheiden worden door de verschillende oplosbaarheden van de isomeren in methanol.
Een antraceen wordt omgezet in een triptyceen via de diels-alderreactie van een aryne op de centrale ring van het antraceen. Een pentiptyceen is het antraceen-analoog na reactie van antraceen met 1,2,4,5-tetrabromobenzeen en n-butyllithium.
De reactiviteit van arynen kan worden uitgebreid tot insertie-reacties bij substraten die zowel via een nucleofiele als via een elektrofiele route kunnen reageren, zoals bijvoorbeeld de esters van malonzuur. De precursor van benzyn is in dit geval 2-(trimethylsilyl)phenyltriflaat.

## Didehydrobenzeeninterconversie
De interconversie van 1,2- naar 1,3-didehydrobenzeen is voorgesteld in de pyrolyse (900 °C) van fenyl-gesubstitueerde aryne precursor 1 tot acenaphthyleen 7.
De reactieroute verloopt via een aantal reactieve intermediairen: het aryn 2 ontstaat uit fenyl een gesubstituteerd fthaalzuuranhydride dat omlegt met een ringcontractie tot het vinylideen 3. Dit carbeen ondergaat een C-H inschuivingsreactie tot pentaleen 4, gevolgd door een omgekeerde inschuivingsreactie tot vinylideen 5. Na een cis-trans isomerisatie tot 6 volgt een laatste inschuivingsreactie tot acenaphthyleen 7. Bewijs voor een fenylmigratie in aryn 2 van het 1,2-didehydrobenzeen naar het 1,3-didehydrobenzeen is gebaseerd op isotoopscrambling. Als het ipso-koolstofatoom door 13C wordt vervangen in de uitgangsstof zal, als de reactie zonder interconversie van didehydrobenzenen verloopt, het gelabelde kolstof-atoom steeds op een ipso-positie eindigen. De aanwezigheid van het 13C-label in een brugpositie kan slechts verklaard worden als 15% van 2 isomeriseert tot 1,3-didehydrobenzeen A.

## Toepassingen
Aryn-chemie is toegepast in de synthese van nieuwe arylamines in een tandemreactie: twee diels-alderreacties waarin drie benzyn-moleculen samen met een imidazool reageren tot een (9-antryl)-fenyl-methyl-amine.:
2-(trimethylsilyl)fenyltriflaat is als arynprecursor via milde reacties om te zetten in een aryn, wat tot een groot aantal toepassingen in de organische synthese heeft geleid. De hoge reactiviteit van arynen maakt het bijvoorbeeld mogelijk instabiele Pd-houdende componenten af te vangen.: